# Viseur de casque

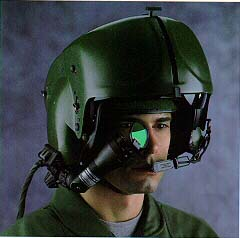
Viseur de casque IHDSS

Le viseur de casque (ou Helmet Mounted Display – HMD) est une évolution de l’affichage tête haute. Le viseur de casque permet de superposer des informations nécessaires au pilotage, à la navigation ou à la réalisation de la mission sur une visière en plexiglas intégrée au casque. Il permet au pilote de surveiller son environnement en même temps que des informations fournies par ses instruments de bord. À la différence de l’affichage tête haute traditionnel, le pilote peut orienter sa tête vers la cible qu'il veut accrocher. Ce système permet l'accrochage de la cible très rapidement.

## Histoire
Développé dans les années 1970 par la Force aérienne sud-africaine (SAAF), le système prouva son efficacité dans la guerre de frontière entre l’Afrique du Sud et l’Angola. Les pilotes de Mirage F1AZ équipés du viseur de casque sud-africain réussirent à abattre de nombreux avions soviétiques, incitant l’URSS à développer son propre système. Le Visual Target Acquisition System (VTAS) de Honeywell fut utilisé sur les F-15 et F-14 de la US Navy entre 1974 et 1978. Le système fut finalement uniquement installé sur le F-4 équipé de missiles AIM-9 Sidewinder
En 1985 l’URSS présente son MiG-29 équipé de viseur de casque et de missiles Vympel R-73). Israël fut le premier pays occidental à développer un viseur de casque aussi performant que les Soviétiques, le Elbit DASH. À la fin des années 1990, au tout début des années 2000, des viseurs de casque furent introduits de manière massive dans les armées de l’air américaine et européenne. Après un effort avec les Anglais et Allemands, les Américains décidèrent de poursuivre leur propre programme (AIM-9X) et le Joint Helmet Cueing System.

## Technologie
Les principales difficultés de mise au point du viseur de casque sont :
- Précision : il faut calibrer le mouvement du casque et le système de pilotage des armes,
- Latence (ou Lag) : le temps nécessaire pour que l’information du mouvement se reflète dans le système,
- Domaine angulaire : domaine de visibilité
- Masse et équilibre du casque : particulièrement en conditions de Facteur de charge (aérodynamique) élevé,
- Sécurité : en cas d’éjection,
- Caractéristique optiques : calibration, collimation,
- Robustesse,
- Coût,
- Caractéristiques anthropométriques...

### Senseur de positionnement de la tête
Les méthodes les plus courantes de gérer les mouvements de la tête du pilote sont optiques et électromagnétiques.

#### Détection de posture optronique
Les systèmes optiques utilisent des émetteurs infrarouges sur le casque et des capteurs dans la cabine de pilotage. C’est le système employé dans le MiG-29. Il est néanmoins sensible aux rayonnements solaires et à la chaleur.

#### Détection de posture électromagnétique
Une bobine dans le casque provoque des changements du champ électromagnétique dans lequel baigne le poste de pilotage. Ce système doit prendre en compte les effets des matériaux métalliques dans le poste de pilotage.

### Système de projection
À l’origine, les premiers viseurs de casque utilisaient un tube cathodique miniature. Cette technologie est remplacée par un écran à cristaux liquides dans les viseurs de casque plus récents. Des améliorations récentes permettent de projeter des images de vision nocturne et des images vidéo en couleur.

## Systèmes principaux
En ordre chronologique.

### Integrated Helmet And Display Sight System (IHADSS)

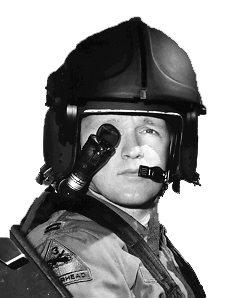
IHADSS

Mis en service en 1984 dans l’AH-64 Apache l’IHADSS de Honeywell a un champ de vision de 40° par 30°. Une caméra sur l’avant de l’AH-64 est connectée en temps réel au viseur de casque et suit les mouvements de la tête du pilote. Les images vidéo de la caméra sont projetées sur le viseur de casque. Le système est aussi utilisé sur Agusta A.129 Mangusta.

### ZSh-5 / Shchel-3UM
Le viseur Shchel-3UM est adapté au casque ZSh-5 utilisé par les pilotes de MiG-29 et Su-27 équipés de missiles AA-11 Archer,.

### Display And Sight Helmet (DASH)
L’Elbit Systems DASH III, développé dans les années 1980 en réponse à une exigence de la Force aérienne et spatiale israélienne pour les F-15 et F-16, est le premier viseur de casque occidental à être mis en service opérationnel en 1986. La dernière version (3e génération) est entrée en production au début des années 1990. Ce viseur de casque est également utilisé sur F/A-18 et F-5, ainsi que le MiG-21.  
Ce modèle intègre un détecteur de posture optronique et électromagnétique ; il projette les images à l'aide d'un tube cathodique.

### Joint Helmet Mounted Cueing System (JHMCS)

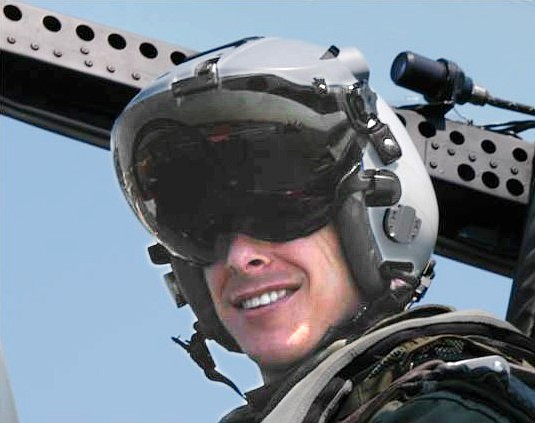
JHMCS

Le JHMCS, développé par Vision Systems International est dérivé du DASH (3e Génération). Intégré dans les F/A-18 depuis 2002, il est également utilisé sur F-16 Block 40/50. Le système de détection de posture électromagnétique est le même que celui du DASH. Le système intègre l’imagerie par tube cathodique en monochrome.

### Scorpion HMCS
Introduit en 2008, le Scorpion est le premier viseur de casque affichant des couleurs. Il peut être installé sur un casque standard type HGU-55/P. Il permet également la projection d’images provenant d’équipement de vision nocturne. Il est en phase d’installation sur les C-130W et sera installé sur les A-10C et F-16 Block 30.

### Aselsan AVCI
Aselsan de la Turquie a développé ce système pour les hélicoptères d’attaque turcs T-129 Atak.

### Topsight/TopNight
Développé par Thales Avionics pour utiliser avec le missile Matra MICA installé sur Dassault Rafale et Mirage 2000. Utilisant un système de détection de posture électromagnétique, le TopSight permet un domaine de visibilité de 20°. Le TopNight est un système plus complexe développé pour des missions nocturnes ou basse visibilité. Il dispose d’imagerie infrarouge. En 2004, l’armée de l’air française a décidé de remplacer le TopSight avec le système Gerfaut de SAGEM sur les Rafale F3.

### Eurofighter Helmet Mounted Symbology System
Développé par BAE Systems et Pilkington Optronics pour l’Eurofighter Typhoon, il est capable de projeter des images provenant de caméras de vision nocturne. Il utilise un système de détection de posture similaire au DASH.

### Helmet Mounted Display System

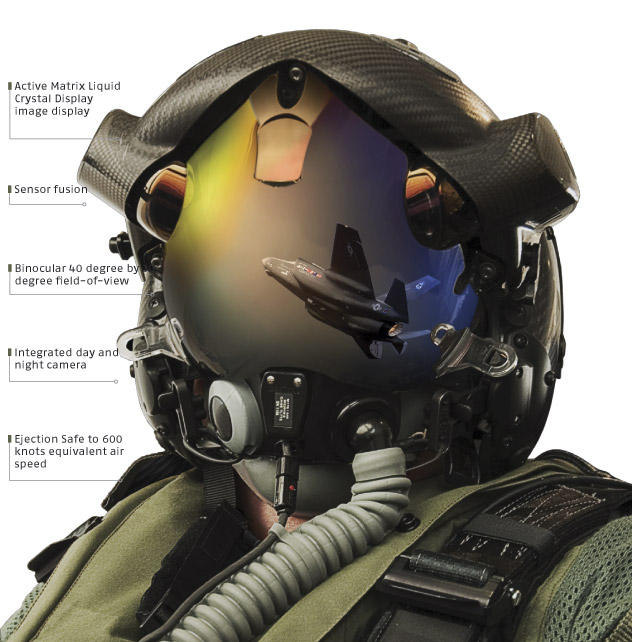
Viseur HMDS développé pour le F-35 Joint Strike Fighter.

Développé pour le F-35 par la coentreprise Vision Systems International (Elbit Systems/Rockwell Collins), il permet au F-35 d'être le premier avion de chasse en 50 ans à ne pas disposer d'affichage tête haute,.

### JedEyes TM
Développé pour l’hélicoptère Apache par Elbit pour opérations par tout temps, JedEyes a un champ de vision de 70° par 40° et une imagerie de haute résolution (2250x1200 pixels).

### Cobra
Cobra fut développé pour le JAS 39 Gripen par BAE Systems, Denel Optronics d’Afrique du Sud et Saab. Le système est en service dans la Force aérienne sud-africaine.

### SAGEM Gerfaut
Le Gerfaut utilise la détection de posture optronique. Le système détermine la direction dans laquelle regarde le pilote en analysant précisément les mouvements du casque avec des caméras miniatures installées en cabine, le système optronique étant calibré une fois pour toutes lors de la fabrication de l’avion. Le pilote dispose d’un casque personnalisé. En 2004. L’armée de l’air française a commandé 336 exemplaires pour équiper les Rafale F3.